# 普門館
普門館（英文：Fumon Hall，日文：ふもんかん）是東京的藝術表演場地之一，由日本宗教法人團體立正佼成會所擁有。

## 設施
普門館的一樓至三樓是大館（大ホール），有4702個座位。另設有候車室、嬰兒休息室、排練室、自動販賣機、辦公室、急救室等等。

## 歷史
普門館於1967年到9月動工，1970年4月28日落成。興建普門館的目的，是希望透過文化活動，讓人與人之間成為和平的世界。「普門」的意思是「向所有人開啟的大門」，取自佛教法華經，大館的建築設計亦以法華經作基調。
1977年卡拉揚領導的柏林愛樂樂團在普門館大館舉行了一場音樂會，但大館的音響令觀眾失望了。1979年當卡拉揚再來時，他要求普門館做了一個新的回音板。後來，卡拉揚於1979年在普門館大館現場錄製了貝多芬第9號交響曲的唱片。
2011年日本311地震後，普門館大館（大ホール）的天花板被確定為有高倒塌風險建築，立正佼成會決定於2012年5月13日暫停開放普門館大館。普門館最終因耐震問題，於2018年拆除。

## 「吹奏楽の甲子園」
全日本吹奏樂聯盟（All Japan Band Association）與朝日新聞社所主辦的全日本吹奏樂大賽（All Japan Band Competition）初中及高中的全國決賽（全国大会）經常於每年11月間在普門館舉行。
因為日本全國高等學校野球選手權大會於每年8月間在兵庫縣西宮市的阪神甲子園球場舉行，稱為「夏季大會（夏の大会）」或「夏季甲子園（夏の甲子園）」，因此普門館亦被稱為「吹奏楽の甲子園」。
由於普門館大館（大ホール）暫停開放，2012年、2013年及2014年的全日本吹奏樂大賽初中及高中的全國決賽（全国大会）場地改到了名古屋國際會議場。

## 外部連結
- 立正佼成會 （页面存档备份，存于）